# Каратогай (Курчумський район)
Каратога́й (каз. Қаратоғай) — село у складі Курчумського району Східноказахстанської області Казахстану. Адміністративний центр Калгутинського сільського округу.
Населення — 568 осіб (2021; 678 у 2009, 1154 у 1999, 1546 у 1989).
Національний склад станом на 1989 рік:
- казахи — 100 %